# Filarete

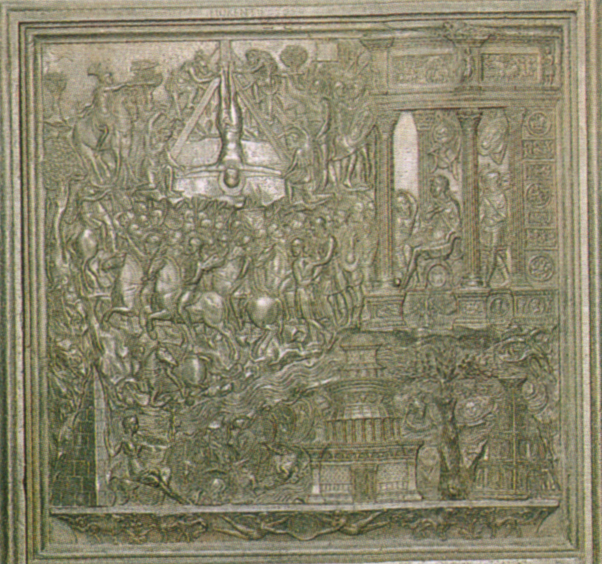
Een van de deuren van de Sint-Pietersbasiliek

Antonio di Pietro Averlino (Florence, 1400 - Rome, 1469), beter bekend als Filarete (In het Grieks: vriend van de deugd), was een Italiaanse architect, beeldhouwer en traktaatschrijver. Hij is vooral bekend om zijn twee bronzen deuren voor de Sint-Pietersbasiliek, het Ospedale Maggiore, en zijn architectuurtheoretisch traktaat “Trattato di archittettura” dat hij schreef op het einde van zijn leven.

## Geschiedenis
Antonio Averlino groeide op tijdens de beginperiode van de Renaissance in zijn geboortestad Florence, die toen een enorme culturele bloei kende en tevens het artistieke centrum was van Italië. Daar werd hij door Lorenzo Ghiberti, edelsmid, beeldhouwer en schilder, opgeleid in de techniek van het bronsgieten. Het was van hem dat hij zijn Griekse pseudoniem “Filarete” kreeg. Zijn eerste werken bestonden vooral uit bronzen beelden, die mythologische en Bijbelse thema’s toonden. In 1430 reisde hij naar Rome om daar de Romeinse overblijfselen te bestuderen. Daar kreeg hij rond 1433 de opdracht van paus Eugenius IV om twee bronzen deuren te vervaardigen voor de Sint-Pietersbasiliek. In 1448 verliet hij Rome, nadat hij beschuldigd werd van het stelen van een relikwie, en vestigde zich in Milaan (hij ging eerst nog naar Florence). Daar werkte hij als architect voor hertog Francesco Sforza, onder wie hij in 1457 het Ospedale Maggiore verwezenlijkte. Op het einde van zijn leven, in 1465, schreef hij zijn “Trattato di archittettura”, een traktaat waarvan aanvankelijk de waarde niet werd onderkend, totdat het in de 19de eeuw werd herontdekt en heruitgegeven. Vervolgens zou hij volgens sommige bronnen in 1466 teruggekeerd zijn naar zijn geboortestad Florence, maar uit geschriften van Francesco Filelfo zou men ook kunnen afleiden dat hij naar Constantinopel is uitgeweken. Filarete leefde deels in de schaduw van zijn tijdgenoot Leon Battista Alberti, een alom geprezen filosoof, architect en kunstenaar, bekend door zijn traktaat “De Re aedificatoria” dat soms haaks op dat van Filarete staat. Volgens de overgebleven bronnen van Giorgio Vasari zou hij gestorven zijn in 1469 te Rome.

## Werken

### De bronzen deuren van de Sint-Pietersbasiliek
In 1433 kreeg Filarete de opdracht van paus Eugenius IV om de twee bronzen deuren voor de oude Sint-Pietersbasiliek te vervaardigen. Deze werden voltooid in 1445 en werden na de afbraak van de Oude Sint-Pieter verplaatst naar de Nieuwe Sint-Pieter die omstreeks 1619 werd gebouwd. In het bronzen reliëf zijn naast vijfentwintig medailles ook zeven verschillende soorten wezens afgebeeld (waaronder dieren, Grieken, Romeinen en heiligen). Het belangrijkste is dat deze verschillende wezens ons een idee geven van de gedachten van Filarete, een gedachte van middeleeuwse complexiteit.

### Het ruiterbeeld van Hector
In de jaren na zijn opleiding door Lorenzo Ghiberti vervaardigt Filarete enkele bronzen beelden, waarvan het ruiterbeeld van Hector het enige gesigneerde overgebleven kleine bronzen beeld van Filarete’s Milanese periode is. Het is gemaakt in 1456 en verwijst naar een Venetiaans gedicht, “het lied van Hector en Hercules”, waarin Hector Hercules verslaat in een duel. Het gedicht werd opgeslagen in de “Visconti” bibliotheek in Pavia, die in 1451 in het bezit kwam van Francesco Sforza. Vandaar zou het beschikbaar geweest zijn voor Filarete. 

### Ospedale Maggiore
In 1457 start Filarete aan de Ospedale Maggiore in Milaan, een van de eerste voorbeelden van de Renaissance architectuur in Lombardije en een aanzet voor nieuwe normen van comfort en sanitaire voorzieningen. Het deels uitgevoerde plan bestaat uit twee vierkanten, waartussen een groot rechthoekig plein gelegen is met als centraal punt een kapel. Beide vierkanten worden door middel van een kruis onderverdeeld in 4 kleinere vierkanten pleinen. Door zijn eenvoudige geometrie moest de opzet van zijn ontwerp in één oogopslag duidelijk worden. Verder werkte hij ook nog aan de Duomo van Milaan en het Castello Sforesco.

### Trattato di archittettura
Rond 1465 schreef Filarete zijn Trattato di archittettura. Het traktaat is in vergelijking met vele traktaten uit die tijd een bijzonder geval. De twee bekendste versies van het traktaat zijn de codex Magliabechianus (25 delen), opgedragen aan Piero di Cosimo de' Medici, en de reeds verloren versie opgedragen aan Francesco Sforza (24 delen). In de eerste drie boeken wordt er kennisgemaakt met de protagonisten en de basismaterialen, meeteenheden en de beginselen van de architectuur. De volgende twee vertellen het verhaal van het bouwen, ommuren en versterken van de stad in 20 dagen door een leger van 102.000 werkers. De overige 16 boeken bevatten de constructie van individuele gebouwen, de bouw van Plusiapolis ( zie plan en gevel rechts), en de sociale organisatie in de stad. Dit alles wordt doorheen het hele traktaat gelinkt aan het bouwen van de ideale stad Sforzinda. Hierbij zijn nog eens drie boeken toegevoegd over het tekenen en schilderen. En bij de versie voor Piero di Cosimo de ‘Medici is er nog een extra boek toegevoegd met de grootste bouwwerken van de familie Medici. In tegenstelling tot Vitruvius en Alberti is het traktaat geschreven voor het plebs, in een soort dialoog tussen de architect (Filarete) en Francesco Sforza’s zoon. Dit toont aan dat de opdrachtgever bij Filarete een belangrijke rol krijgt. Giorgio Vasari had echter veel kritiek op de schrijfstijl van Filarete en noemde het traktaat een idiotie, waardoor de tekst in de vergetelheid raakte werd en pas in de 19de eeuw herontdekt werd.
Zijn achtste boek staat centraal, hierin vertelt Filarete dat zijn regels beschreven in zijn boeken niet definitief maar eerder beschrijvend zijn. Hij stelt dat elke architect vrij is om regels te gebruiken die niet door hemzelf geschreven zijn en dat het kiezen van die regels eerder een kwestie is van smaak dan van rede. Volgens hem is het hoofdkenmerk van de architectuur de aanblik en verschijning van een gebouw, en hij gebruikt daarvoor strenge geometrische vormen, met het vierkant als ideale vorm (Brunelleshi’s kerksysteem). Verder gelooft hij dat zijn theorie en methode van ontwerpen de antieke kunsten representeert, en hij spreekt zich negatief uit tegenover de Noord-Italiaanse Gotiek en prijst de antieke bouwstijl. Alhoewel zijn Gotisch uitziende tekeningen dit soms tegenspreken. 
Er zijn reeds vele vragen gerezen waarom en hoe Filarete dit enorme traktaat geschreven zou hebben (het is ook gebleken dat hij wel degelijk kennis moest hebben van traktaten zoals die van Alberti en Vitruvius), en tot op vandaag is daar geen zekerheid over. Het meest aanneembare antwoord is dat zijn vriend Francesco Filelfo – een goede vriend van Filarete – hem geholpen heeft bij het maken van het traktaat. Filelfo was een schrijver en vertaler van oude Griekse en Romeinse traktaten, waarvan enkele onderdelen herkenbaar zijn in Filaretes traktaat.

## Vergelijking met Alberti’s architectuurtheorie
Filarete neemt in zijn traktaat opmerkelijk andere standpunten in dan Alberti in zijn “De re aedificatoria”. Zo is in tegenstelling tot Alberti’s traktaat, de architectuur ontstaan doordat de eerste mens, Adam, beschutting zocht voor de regen en zo eerst wat takken, vervolgens wat bladeren en vervolgens een dak boven zijn hoofd hield. Zo was volgens Filarete, Adam de eerste die architectuur beoefende.
Filarete is ook de eerste die de positie van de architect in zijn traktaat onderzoekt. Volgens hem moeten de architect en de opdrachtgever gedurende negen maanden het huis dragen en in goed overleg met elkaar gedurende die negen maanden het huis voeden en veranderen waar nodig is. Daarom is het gebruik van tekeningen volgens Filarete zo belangrijk (hij voegt om die reden ook drie extra boeken over tekenen en schilderen bij het traktaat toe), namelijk omdat de tekeningen de architect helpen bij het ontwikkelen van plannen en bij het presenteren van ontwerpen aan de bouwheer en omdat ze belangrijk zijn op de werf. Dit in tegenstelling tot Alberti, die de tekeningen misleidend vindt, terwijl hij de maquette zeer belangrijk vindt (omzetting maquette-gebouw). Filarete daarentegen gebruikt de maquette alleen als 3D-model en voor de materialisatie (omzetting tekening-gebouw). Filarete neemt een humanistisch standpunt in als hij zegt dat goede afmetingen voor gebouwen zijn afgeleid van een goed geproportioneerd menselijk lichaam. Dit is opnieuw een eigen variatie op Vitruvius en Alberti.
Verder kunnen we stellen dat Filarete het traktaat op het einde van zijn leven heeft geschreven, terwijl Alberti het traktaat schreef aan het begin van zijn carrière als architect. Dit heeft tot gevolg dat Alberti’s traktaat afwijkt van diens latere architectuur, terwijl dit bij Filarete veel minder het geval is.

## Conclusie
Alhoewel Filaretes traktaat tot in de 19e eeuw eigenlijk in de schaduw stond van de traktaten van Alberti en Vitruvius, is het traktaat van Filarete vandaag de dag een van de belangrijkste traktaten uit de Renaissance en het quattrocento. Bovendien is Filaretes traktaat tegelijk verwant en enorm verschillend van die van Vitruvius en Alberti.